# Французский законный язык
Французский законный язык (фр. Le Français juridique, англ. Law French) — исчезнувший рабочий язык английской (позднее также общебританской) юриспруденции XI—XVIII вв., основанный на англо-нормандском варианте старонормандского языка. На поздних этапах своего существования французский законный язык самоизолируется, отрывается от англо-нормандской речи, носители которой переходят на собственно английский язык, превращаясь в своего рода «письменный извод» делопроизводства, терминологический синтез романских, классических латинских, латинизированных, классических французских элементов при всё более усиливающемся влиянии живой английской речи. Французский законный язык, таким образом, пришёл на смену классической латыни, из которой он, будучи романским по происхождению, собственно и развился. Английский язык, германский по происхождению, воспринял значительное количество своей современной юридической терминологии из французского законного языка. Некоторые официальные фразы (как например En ventre sa mere, с фр. — «В утробе матери», и La Reyne le veult, с фр. — «Этого хочет королева») используются в юриспруденции и законотворческом процессе в британском парламенте и парламентах доминионов по сей день.

## Грамматика
Судьи и юристы Великобритании — почти исключительно англофоны — перестроили французский законный язык на свой лад. Поскольку в позднеанглийском языке начался распад категории рода, наиболее характерная черта французского законного языка — утрата данной ранее существовавшей категории. Поэтому на письме появились смешанные и почти абсурдные формы типа «une home» («мужчина с артиклем женского рода») и «un feme» (женщина с артиклем мужского рода) при современном французском стандарте «un homme» и «une femme». 
Орфография французского законного языка на начальном этапе своего существования отличалась от современной французской. Причиной этого были разные диалектные базы этих идиомов. В основе орфографии французского законного языка лежал более консервативный диалект полуострова Нормандии, а в основе современного французского языка — диалект Иль-де-Франс, в частности, Парижа. К примеру, в вышеуказанных хрониках понятие принадлежности королю передаётся нормандским сочетанием «del rey» (идентично современной испанской норме), в то время как после 1330 года употребительным становится написание «du roy», а затем и вовсе «du roi», в соответствии с нормой Парижа. 
И всё же подобная «консолидация» не имела системного характера, а потому в основной своей массе романские заимствования в современном английском продолжают сохранять именно нормандский характер. Типичный пример расхождения — «mortgage» (от нормандского «мёртвый груз») и современное французское «hypothèque» ипотека (греческое заимствование), которое англичанам уже не знакомо.

## Лексика
Французский законный язык XIV—XVII веков приобрёл практически универсальный характер, поскольку использовавшие его юристы старались совместить в нём черты англосаксонского, французского, латинского и нормандского языков. Особым богатством отличалась лексика, в которой в том числе и благодаря игре лексических дублетов появлялись самые детализированные юридически понятия, отсутствовавшие в англосаксонском. Примером могут служить слова типа «avoeson» > соврем. англ. «advowson» [æd’vauz(ə)n] (патронат, право распределять приходы, бенефиции в англиканской церкви); neife «крепостная» (воcxoдящ. к лат. «nativa» «коренная жительница»), ныне историзм; essoyne/essone/соврем «essoin» — уважительная причина неявки в суд | глаг. : приводить суду уважительную причину неявки; признавать причину неявки в суд уважительной.

## Фразы, сохранившиеся в употреблении при английском королевском дворе до наших дней
Как свидетельство былой популярности французского законного языка в Великобритании, парламент Великобритании и сегодня употребляет следующие символические устойчивые нормандские выражения в своём делопроизводстве (обратите внимание на нормандскую орфографию):
- «Soit baillé aux communes». «Да будет послан (билль) в Палату Общин (на рассмотрение)».
- «A ceste Bille les Seigneurs sont assentus». Если Лорды одобрили Билль, принятый Палатой Общин, то на нём напишут данную фразу, означающую буквально «за этим биллем сеньоры (лорды) уселись»
- «A ceste Bille avecque des amendements les Seigneurs sont assentus». Если Билль при этом будет изменён, то Лорды после «Bille» добавят «avecque des amendements», то есть с поправками.
- «Ceste Bille est remise aux Seigneurs avecque des raisons»
- «La Reyne le veult». «Этого желает королева».
- «La Reyne remercie ses bons sujets, accepte leur bénévolence, et ainsi le veult». «Королева благодарит своих добрых подданных, принимает их добрую волю и посему так повелевает».
- «Soit fait comme il est desiré». «Да будет сделано так, как он (король) пожелал».

## Современная британская юридическая терминология
Ряд терминов сохранился в британской юридической традиции (включая страны, ныне независимые от Британии — Канаду, Австралию, ЮАР и др.). Хотя термины внешне выглядят как французские, они нередко непонятны или неверно интерпретируются носителями французского языка. Так, термин voir dire (проверка судом непредвзятости или компетентности участника судебного процесса) воспринимается франкофонами (например, в Канаде) как «быть свидетелем сказанного», между тем как он представляет собой нормандскую фразу «истинно сказать» (фр. vrai dire).